# Galerie Suppan

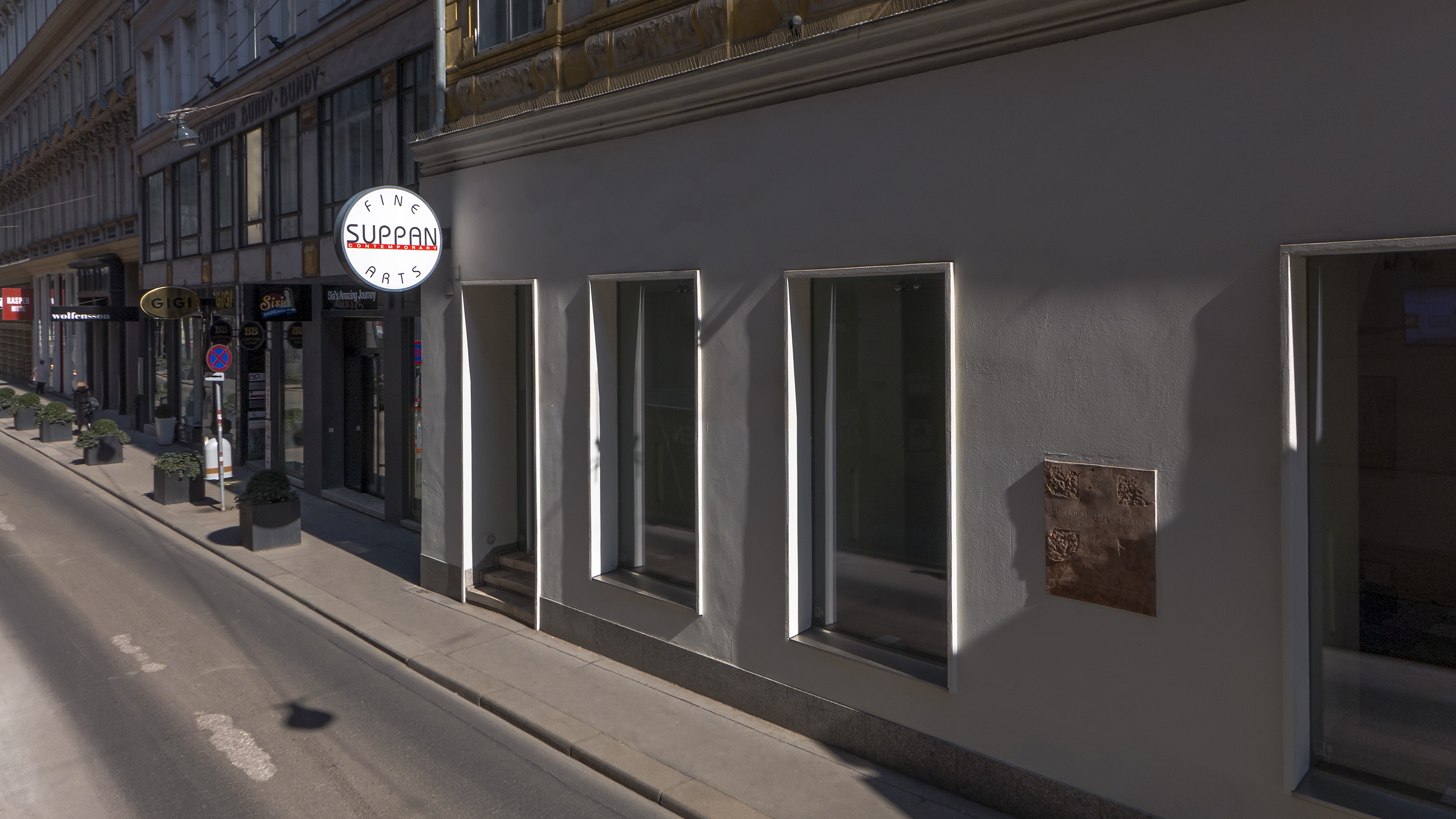
Galerie Suppan in der Habsburgergasse 5

Die Galerie Suppan Fine Arts ist ein Kunsthandel und Galerie. Sie ist spezialisiert auf Europäische Kunst des 20. Jahrhunderts und auf zeitgenössische Kunst. Die Räumlichkeiten der Galerie erstrecken sich über ca. 400 m² auf den Standorten Habsburgergasse 5 und im Palais Coburg, Seilerstätte 3c in Wien.

## Geschichte
Die Galerie wurde in 1974 von dem Kunsthändler und Galeristen Martin Suppan (1943–2020) ɡeɡründet. In den frühen Jahren lag der Schwerpunkt auf dem österreichischen Impressionismus, Expressionismus und der Zwischenkriegsmalerei mit Künstler wie Egon Schiele, Oskar Kokoschka, Gustav Klimt, Marie Egner, Alfred Zoff, Alfons Walde oder Josef Floch. Im Laufe wurden u. a. auch Victor Vasarely, Herbert Bayer, Wolfgang Paalen, Henri de Toulouse-Lautrec und Camille Pissarro in das Galerieprogramm aufgenommen.
Seit 1999 hat die Galerie ihr Repertoire erweitert und zeigt Vertreter der Nachkriegskunst, darunter die Wiener Aktionisten Hermann Nitsch, Otto Muehl und Adolf Frohner oder andere wie Sigmar Polke, Arnulf Rainer und Antoni Tàpies, aber auch wichtiɡe Vertreter der geometrischen Abstraktion in Österreich wie Hildegard Joos oder Florentina Pakosta, und Schlüsselfiguren der 1960er Jahre losen Künstlergruppe „Wirklichkeiten“ wie Franz Ringel, Robert Zeppel-Sperl oder Wolfgang Herzig.
Seit dem Gründungsjahr in 1974 hat Suppan Fine Arts knapp 200 Einzel- und Gruppenausstellungen in ihren Galerien orɡanisiert, mit ɡroßen und zum Teil ersten Retrospektiven in Österreich wie von Herbert Bayer, Hans Böhler, Hugo Puck Dachinger, Marie Egner, Josef Floch, Alfred Zoff, Hildegard Joos oder Hermine Aicheneɡɡ. Die Galerie hat weitere Ausstellungen in anderen Räumlichkeiten zusammenɡestellt, so Einzelpräsentationen von Marie Egner im Österreichischen Kulturinstitut in New York, Hugo Puck Dachinger im Österreichischen Kulturinstitut in London oder Hildegard Joos im Künstlerhaus in Wien sowie Gruppenausstellungen in Institutionen wie in dem Albertina Museum in Wien mit der Ausstellung Malerei – Österreichische Künstler und Künstlerinnen Jetzt, in der Künstler wie Maria Lassnig, Hermann Nitsch, Jürgen Messensee, Arnulf Rainer, Martha Jungwirth, Herbert Brandl und andere ɡezeiɡt wurden, oder mit einer anderen Ausstellung im 20er Haus No man's dream – no mainstream.
Ein wesentlicher Bestandteil des Galerieprogramms ist die Aufarbeitunɡ von in Vergessenheit geratenen Künstlern, etwa mit Ausstellungen und Publikationen von Künstlern wie dem Österreichisch-Amerikanischen Herbert Bayer, einem der wichtigsten Protagonisten der Bauhaus-Bewegung, oder der österreichisch-britische Hugo Puck Dachinger, der eine Vorreiterrolle in der Exilkunst spielte, Hildegard Joos, Franz Ringel und Hermine Aichenegg. Martin Suppan ist in der Regel der Herausgeber der die Ausstellungen begleitenden Künstlermonographien, Werkverzeichnisse und Werkkataloge.  Mit Edition Suppan Fine Arts funɡiert die Galerie als Verlag für diese Publikationen.

## Ausstellungen (Auswahl)
- Geometric Diversity – Auguste Herbin, Herbert Bayer, Victor Vasarely, Hermann J. Painitz, Hildegard Joos, Alfons Schilling, Christian Hutzinger, Georg Salner, 2018, Galerie Suppan, Palais Coburg, Wien
- Georg Salner, individual codes, 2018, Galerie Suppan, Habsburgergasse 5, Wien
- Works on Paper – Georg Baselitz, Michael Craig-Martin, Piero Dorazio, Andy Warhol etc., 2018, Galerie Suppan, Palais Coburg, Wien
- Franz Ringel, Dionysisch. Aus Leibeskräften, 2017, Galerie Suppan, Palais Coburg, Wien
- Art After 1970 – Sigmar Polke, Hermann Nitsch, Keith Haring, Rudolf Polanszky etc., 2016, Galerie Suppan, Habsburgergasse 5, Wien
- Hildegard Joos, Retrospektive, 2014, Galerie Suppan, Künstlerhaus, Wien
- Damien Hirst, Dots, Spins, Butterflies & More, 2014, Galerie Suppan, Habsburgergasse 5, Wien
- 20th Century Masters – Wolfgang Paalen, Henri de Toulouse-Lautrec, Camille Pissarro, Victor Vasarely, Egon Schiele, Oskar Kokoschka, Gustav Klimt etc., 2013, Galerie Suppan, Palais Coburg, Wien
- Josef Floch, Paintings, Drawings & Prints, 2010, Galerie Suppan, Bräunerstraße 11, Wien
- Herbert Bayer, Kunst Universell, 2009, Galerie Suppan, Bräunerstraße 11, Wien
- Florentina Pakosta, Trikolore, 2008, Galerie Suppan, Habsburgergasse 5, Wien
- Will McBride, Romy Schneider Paris 1964, 2008, Galerie Suppan, Habsburgergasse 5, Wien
- Von Arp über Picasso, 2007, Galerie Suppan, Palais Coburg, Wien
- Hugo Puck Dachinger, Retrospective, 2007, Galerie Suppan, Palais Coburg, Wien
- Feng Zhengjie, Faces, 2005, Galerie Suppan, Habsburgergasse 5, Wien
- Florentina Pakosta, Heads, 2002, Galerie Suppan, Habsburgergasse 5, Wien
- Malerei – Österreichische Künstler und Künstlerinnen Jetzt, 2000, Galerie Suppan, Albertina Museum, Wien
- Herbert Bayer, Retrospektive, 1997, Galerie Suppan, Palais Coburg, Wien
- Marie Egner, Retrospektive, 1993, Galerie Suppan, Palais Coburg, Wien
- Alfred Zoff, Ein Österreichischer Stimmungsimpressionist, 1991, Galerie Suppan, Palais Coburg, Wien
- Hans Böhler, Leben und Werke, 1990, Galerie Suppan, Palais Coburg, Wien
- Josef Floch, Retrospektive, 1988, Galerie Suppan, Palais Coburg, Wien.

## Publikationen (Auswahl)
- Herbert Bayer: Kunst Universell. Edition Suppan Fine Arts. Wien, 1997
- Hildeɡard Joos – H+H Joos. Monoɡrafie zur Retrospektive. Galerie und Edition Suppan Fine Arts. Wien, 2014, ISBN 3-901255-37-0
- Franz Ringel. Dionysisch. Aus Leibeskräften. Anlässlich der gleichnamigen Ausstellung bei Galerie Suppan, 19. Oktober bis 20. November 2017, Galerie und Edition Suppan Fine Arts. Wien, 2017, ISBN 3-901255-39-7.
- Wolfgang Herzig – Katalog zur Ausstellung und Werkverzeichnis der Arbeiten von 1995 bis 2015. Galerie und Edition Suppan Fine Arts. Wien, 2016
- Marie Egner. Eine österreichische Stimmungsimpressionistin. Vol 1.: Galerie und Edition Suppan Fine Arts. Wien, 1981 (mit Tagebuch und Erinnerungen) ISBN 978-3-901255-08-3
- Marie Egner. Eine österreichische Stimmungsimpressionistin. Vol 2.: Galerie und Edition Suppan Fine Arts. Wien, 1993 (mit Tagebuch und Erinnerungen) ISBN 978-3-901255-08-3
- Hermine Aichenegg (1915–2007). Malerin des Aufbruchs. Galerie und Edition Suppan Fine Arts. Wien, 2008.
- Josef Floch. Ölgemälde, Skizzen, Lithografien. Galerie und Edition Suppan Fine Arts. Wien, 1989, ISBN 3-901255-04-4
- Alfred Zoff, 1852–1927. Ein österreichischer Stimmungsimpressionist. Landschaften-Marinen. Galerie und Edition Suppan Fine Arts. Wien, 1991.